# Caius geht ein Licht auf
Caius geht ein Licht auf ist ein 1969 entstandenes Kinder- und Jugendbuch von Henry Winterfeld. Er ist der zweite von drei Teilen der Reihe Caius, der Lausbub aus dem alten Rom, die von den Abenteuern des Knaben Caius und seiner Freunde im alten Rom handelt.

## Figuren
Neben den Hauptfiguren aller drei Teile (siehe Figuren aus der Caius-Reihe) kommen in diesem Band folgende Personen vor:
- Udo, Sklave aus Germanien
- Tiro, Privatsekretär von Caius Vater, dem Senator Vinicius
- Gorgon, einäugiger Exgladiator mit Holzschwert
- Marcus Patrizius Pollino, römischer Oberbefehlshaber in Germanien
- Lucilius Terrentius Manilius, Stadtpräfekt

## Handlung
Caius und seine Freunde erregen den Unmut ihres Lehrers Xanthos, als sie ihm zum Geburtstag den Sklaven Udo schenken wollen; auch von Antonius’ Alternatividee eines Löwen als Geschenk ist Xanthos nicht begeistert. Als die Freunde Udo beim Sklavenhändler Callon zurückgeben wollen, erfahren sie, dass dieser geflohen ist, weil ein einäugiger Fremder mit einem hölzernen Schwert auf der Suche nach Udo war. Wenig später werden sie auf dem Forum von einem Fremden überfallen, der Udo mit sich reißen will, von den Freunden aber in die Flucht geschlagen wird. Sie fliehen mit Udo in ihre Geheimhöhle und wollen ihn der Polizei übergeben. Da bittet Udo, dies nicht zu tun, und erzählt seine Geschichte: Udo ist der Sklave des Oberbefehlshabers Marcius Patrizius Pollino und sollte in dessen Auftrag auf dem Friedhof einen Brief an zwei Fremde übergeben. Doch Udo behielt den Brief, weil er nach der Übergabe umgebracht werden sollte; ferner weiß er zu berichten, dass es in dem Brief um einen Mordanschlag auf einen berühmten Senator geht. Der Brief befindet sich noch in Udos Mantel, den Udo beim Schlafen in einem Keller liegen gelassen hat.
Inzwischen hat Xanthos von dem Vorfall auf dem Forum erfahren und taucht in der Höhle auf. Die Knaben erzählen ihm Udos Geschichte. Udo fügt hinzu, dass sein Herr Pollino auch einen Käfig als Spende an den Zoologischen Garten in Rom schicken ließ, ferner spielt die Schlacht im Teutoburger Wald eine Rolle. Xanthos meint zu wissen, wo Udo seinen Mantel liegen gelassen hat, und schickt die Freunde auf die Suche. Diese werden tatsächlich fündig; der Brief enthält zu ihrer Enttäuschung jedoch nur einige historische und mythologische Namen. Doch Caius löst das Rätsel des Briefes: Sein Vater, der Senator Vinicius, soll ermordet werden. Sofort will Caius gemeinsam mit Tiro, dem Privatsekretär seines Vaters, den Stadtpräfekten Lucilius Terrentius Manilius informieren. Udo warnt jedoch die Freunde, dass dieser mit Pollino unter einer Decke steckt. Die Freunde wollen Caius aufhalten, erfahren von dessen Schwester Claudia, dass Caius mit Tiro bereits unterwegs ist. Da kehrt Tiro verletzt zurück: Drei Männer überwältigten ihn und verschleppten Caius; den Brief hat Tiro noch bei sich. Die Freunde beschließen, in der folgenden Nacht auf dem Friedhof die zwei geheimnisvollen Empfänger des Briefes zu belauschen. Dort erzählt der Exgladiator seinem Kompagnon, einem Dicken, dass er Caius in seine Gewalt gebracht hat. Mucius und Antonius schleichen den beiden hinterher.
Xanthos hingegen will Caius beim Exgladiator Gorgon freikaufen. Da erscheint Antonius und berichtet, dass er dem Exgladiator bis in die Katakomben des Amphitheaters folgte. Antonius war kurz davor, Caius zu befreien, als plötzlich zwei Gladiatoren auftauchten und ihn für Caius hielten; für den Überfall auf Gorgon auf dem Forum warfen sie Antonius zu den Raubtieren. Doch dort traf Antonius auf den zahmen Löwen Ramses, den er eigentlich Xanthos hatte schenken wollen, und floh mit ihm aus dem Kerker.
In der Zwischenzeit folgt Mucius dem Dicken, der sich als Stadtpräfekt Manilius herausstellt, auf eine ägyptische Getreidebarke. Manilius befiehlt die Flucht, weil Pollino auf Vinicius' Befehl hin verhaftet wurde; ferner ist die Rede von einem „Zerberus“. Als das Schiff ablegt, kann Mucius gerade noch rechtzeitig fliehen.
Während Udo sich auf den Weg zu den Katakomben macht, um Caius zu befreien, werden Xanthos und seine Schüler von Gorgon überfallen, der an den Brief gelangen will. Doch Rufus überwältigt ihn mit Ramses’ Hilfe. Nun kehrt auch Mucius zurück und berichtet von seinen Erlebnissen. Inzwischen erscheint auch ein erschöpfter Caius in der Xanthosschule. Doch Caius und seiner Familie droht lebenslange Zwangsarbeit, da Caius’ Vater das in der Schlacht im Teutoburger Wald verloren gegangene Gold nicht finden kann; der einzige Kenner des Verstecks, Pollino, hatte kurz nach seiner Verhaftung Suizid begangen.
Die Freunde wollen Caius und seine Familie im Haus des verstorbenen Hellsehers Lukos verstecken. Doch von Claudia erfahren sie, dass ihr Vater soeben verhaftet wird. Xanthos eilt herbei und kann die Verhaftung abwenden: er hat in der Zwischenzeit ausrechnen können, dass sich das Gold im Käfigboden des für den Zoologischen Garten bestimmten Bären befinden muss; der Käfig selbst befindet sich auf der Getreidebarke. Manilius und seine Handlanger werden verhaftet; Caius bedankt sich bei Udo für seine Rettung.

## Ausgabe
- Henry Winterfeld: Caius geht ein Licht auf: Der Lausbub aus dem alten Rom (Taschenbuch), Omnibus-Verlag, München 1998, ISBN 978-3-570-20521-1